# Saint-Amarin
Saint-Amarin (en alsacià Sàntàmàrí) és un municipi francès, situat a la regió del Gran Est, al departament de l'Alt Rin. L'any 2006 tenia 2.485 habitants.

## Demografia
| 1962  | 1968  | 1975  | 1982  | 1990  | 1999  |
| ----- | ----- | ----- | ----- | ----- | ----- |
| 1.982 | 2.013 | 2.035 | 2.305 | 2.400 | 2.440 |

## Administració
| Període | Identitat       | Partit |
| ------- | --------------- | ------ |
| 2001-   | Charles Wehrlen |        |

## Personatges il·lustres
- Pierre Bockel (1914-1995), arxipreste d'Estrasburg, considerat just entre les nacions el 1988.